# Lloydia flavonutans
Lloydia flavonutans là một loài thực vật có hoa trong họ Liliaceae. Loài này được H.Hara miêu tả khoa học đầu tiên năm 1974.